# Distretto di Hùdėr
Il distretto di Hùdėr è uno dei sedici distretti (sum) in cui è suddivisa la provincia del Sėlėngė, in Mongolia. Conta una popolazione di 2.078 abitanti (censimento 2008). 